# Area 51 (film)
Area 51 è un film del 2015 diretto da Oren Peli.
Il film, dopo una distribuzione limitata nei cinema statunitensi ad opera della Paramount Insurge, è stato reso disponibile su varie piattaforme di video on demand a partire dal 15 maggio 2015.

## Trama

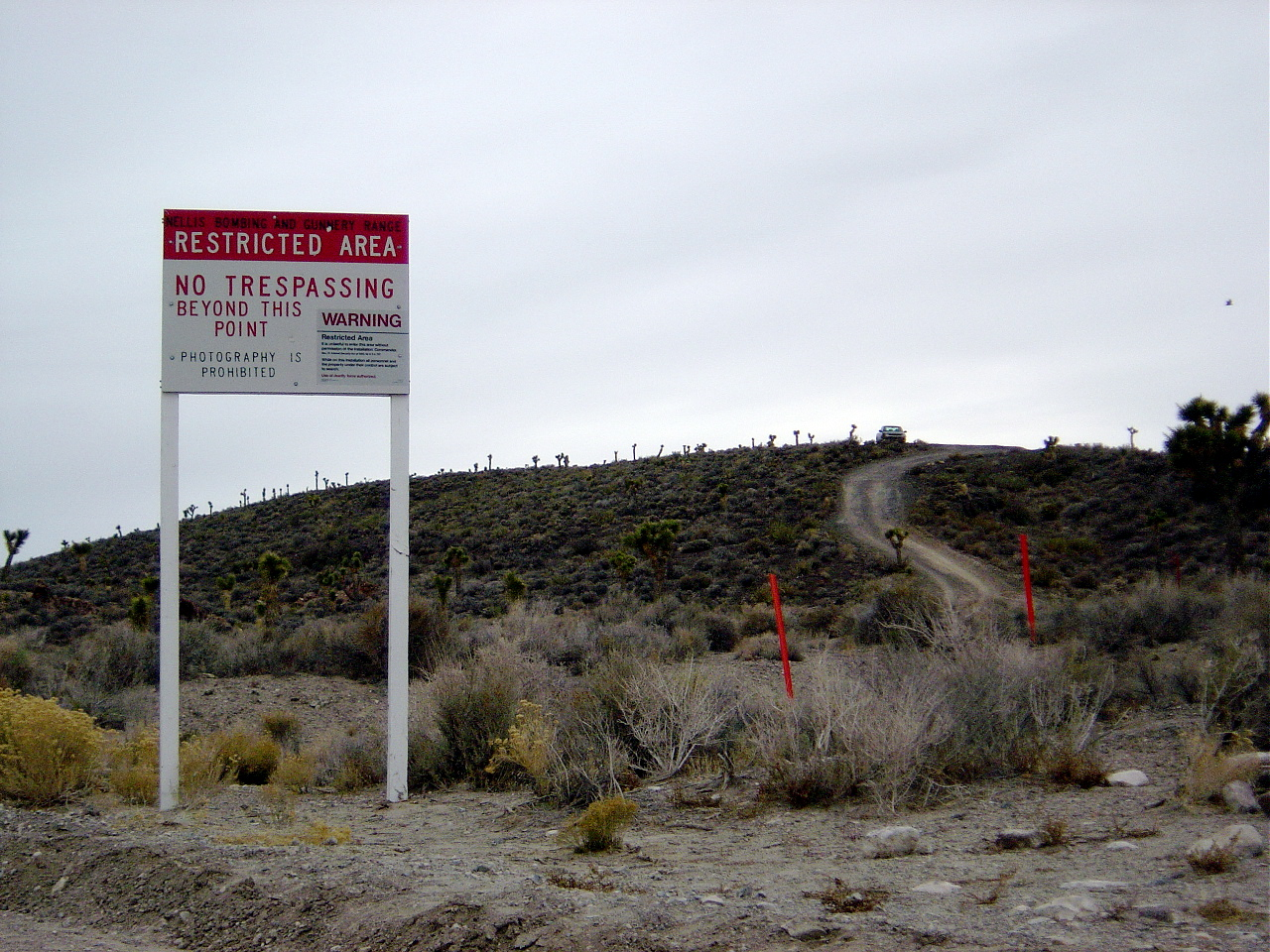
Cartello di avvertimento presente sul confine dell'Area 51 che afferma il divieto di fotografare e che "l'uso della forza letale è autorizzato", in base al "McCarran Internal Security Act" del 1950. Sulla collina è parcheggiato un veicolo governativo; da lì, gli agenti della sicurezza osservano ogni avvicinamento alla base

Reid, Darrin e Ben sono tre amici che una sera partecipano a una festa. Durante il party, Reid svanisce inspiegabilmente. Non riuscendo a trovare l'amico, Darrin e Ben se ne vanno. Mentre guidano verso casa, scorgono Reid in mezzo a una strada desolata, in apparente stato confusionale. Salito in auto, Reid sembra distaccato e stordito, anche se non rivela nulla del perché del suo strano comportamento.
L'incidente causa a Reid una sorta di ossessione verso gli alieni, e in particolare circa la famosa Area 51. Trascorre i successivi tre mesi a pianificare come infiltrarsi nella base militare per scoprire quali segreti cela al suo interno. Tuttavia, l'ossessione extraterrestre di Reid gli costa il distaccamento dalla famiglia e il posto di lavoro. A lui si aggiungono Darrin, Ben, e Jelena, una ragazza anch'essa convinta delle teorie cospirazioniste sugli alieni da parte del governo degli Stati Uniti, il cui padre, ora deceduto, lavorava proprio nell'Area 51. Il gruppetto di giovani ha in programma di infiltrarsi nella base militare utilizzando disturbatori di segnale, visori per la visione notturna, tute al freon per ingannare i sensori di temperatura corporea e pillole per mascherare il livello di ammoniaca.
Seguendo le informazioni del padre defunto di Jelena, il gruppo pedina un uomo da loro sospettato di essere un importante dirigente nell'Area 51. Reid e Darrin si introducono in casa sua di notte e rubano il suo badge di riconoscimento per accedere alla base. Ben li lascia in mezzo al deserto e decide di attendere in auto il loro ritorno. Reid, Darrin e Jelena riescono a superare le misure di sicurezza della struttura e riescono ad entrare nella base grazie al tesserino di riconoscimento rubato. Scesi ai livelli inferiori della base, scoprono un laboratorio segreto dove sono conservati elementi di materia antigravitazionale e un liquido bianco che sembra reagire agli impulsi esterni. Infine, si trovano davanti un disco volante parcheggiato in un hangar, sul quale solo Reid ha il coraggio di salire a bordo. Poi i tre cercano di raggiungere il livello "S4" dell'Area 51, dove presumibilmente sono contenute specie aliene e si effettuano esperimenti segreti. Fanno inavvertitamente scattare un allarme e le guardie della sicurezza vengono allertate. Darrin si ritrova separato dagli altri e cerca di sfuggire ai militari della sicurezza per poi trovarsi inseguito da un predatore alieno. Sfugge per un pelo all'alieno e risale ai livelli superiori, mentre intanto la base viene evacuata.
Nel frattempo, Reid e Jelena si addentrano sempre più in profondità nei meandri della base e scoprono una serie di cunicoli in una caverna sotto la struttura. Vi trovano vari capi di abbigliamento gettati per terra e dei giocattoli per bambini, oltre che sangue e resti umani. Quindi i due si imbattono in una colonia di alieni dormienti in quelli che sembrano dei sarcofagi simili a bozzoli. Una delle creature si sveglia e li insegue. Reid e Jelena si ritrovano in una stanza completamente bianca. Mentre Reid esamina una serie di simboli alieni, Jelena viene trasportata via da una forza invisibile. Il ragazzo la ritrova poco dopo in stato catatonico. Improvvisamente la stanza sembra perdere gravità e si rivela essere l'interno di una navicella spaziale. La videocamera di Reid precipita dal disco volante e cade sul terreno sottostante.
Darrin riesce a tornare all'auto dove Ben li aspetta, e tenta di spiegargli freneticamente cosa sia successo. Mentre Ben sta mettendo in moto l'auto per fuggire, il motore si spegne e il raggio traente di un disco volante rapisce entrambi i ragazzi facendoli sparire nel nulla.
In una scena dopo i titoli di coda, lo stesso uomo anziano precedentemente intervistato dal gruppo ritrova per terra la videocamera di Reid precipitata dal disco volante che sta ancora registrando.

## Produzione
La produzione del film cominciò alla fine del 2009. Nell'aprile 2011, la CBS Films assunse il regista e attore Christopher Denham per riscrivere alcune parti della sceneggiatura di Area 51. Peli girò alcune scene della riscrittura della sceneggiatura nel 2013. Nell'agosto 2013, Jason Blum disse che il film era praticamente ultimato e che la pellicola era nella fase di post produzione.

## Distribuzione e incassi
Il film uscì nei cinema esclusivamente per un weekend, e poi fu distribuito direttamente su piattaforme di video on demand a partire dal 15 maggio 2015, da Paramount Insurge e Blumhouse Tilt. Nelle sale, il film incassò 7,556 dollari nell'unico fine settimana nel quale venne proiettato, a fronte di un budget di realizzazione pari a 5 milioni di dollari.

## Accoglienza
Area 51 fu accolto da recensioni negative da parte dei critici, e registra attualmente un indice di gradimento del 14% su Rotten Tomatoes. Brian Tallerico del sito RogerEbert.com diede al film 1 stelletta e mezzo, criticando principalmente trama e ritmo. A. A. Dowd di The A.V. Club assegnò una "C" alla pellicola, criticando la banalità della storia se paragonata a quella del precedente film di Oren Peli, Paranormal Activity.